# Назимов, Савва Максимович
Савва Максимович Назимов (ок. 1722—1776/1777) — российский военный деятель, вице-адмирал, главный командир Кронштадтского порта, член Адмиралтейств-коллегии.

## Биография
Службу начал учеником Морской Академии, куда поступил 27 марта (7 апреля) 1736 года. Произведенный 13 (24) марта 1738 года в гардемарины на корабле «Выборг» принимал участие в плавании у Красной Горки, а в следующем году был командирован сухим путём из Кронштадта в Архангельск.
В 1739 и 1740 годах состоял в береговой команде архангельского порта, в 1741 году на корабле «Святой Пантелеймон» принимал участие в плавании из Архангельска в Кольский залив, где остался на зимовку в Екатерининской гавани. В 1742 году в должности адъютанта вице-адмирала П. П. Бредаля принимал участие в плавании корабля «Леферм» из Архангельска до мыса Нордкап, а затем вновь в Екатерининскую гавань.
27 марта (7 апреля) 1757 году был произведён в капитан-лейтенанты и в том же году получил в командование корабль «Святой Александр Невский», с которым в эскадре адмирала З. Д. Мишукова плавал в Балтийском море. В следующем году произведен в капитаны 3-го ранга.
22 сентября (3 октября) 1764 года назначен капитаном над Кронштадтским портом. Эту должность занимал до 4 (15) июня 1769 года, когда был произведен в капитаны генерал-майорского ранга и назначен главным командиром Кронштадтского порта.
Награждён в октябре 1772 года орденом Святой Анны, а 1 (12) января 1773 года произведен в генерал-интенданты с назначением присутствовать в Адмиралтейств-коллегии. 10 (21) июля 1775 года произведен в вице-адмиралы.
В 1776 году в связи с болезнью был уволен со службы с сохранением ежегодного жалования в 2160 рублей и предоставлением в случае выздоровления вернуться на службу.
Скончался в Кронштадте.